# Gomphillus
Gomphillus is een geslacht van korstmossen dat behoort tot de orde Lecanorales van de ascomyceten. De typesoort is Gomphillus calycioides.

## Soorten
Volgens Index Fungorum telt het geslacht zes soorten (peildatum december 2021):
| Soortnaam                | Auteur(s)                    | Publicatiejaar |
| ------------------------ | ---------------------------- | -------------- |
| Gomphillus americanus    | Essl.                        | 1975           |
| Gomphillus calycioides   | (Delise ex Duby) Nyl.        | 1854           |
| Gomphillus hyalinus      | (Pat.) Lücking, Kalb & Vězda | 2007           |
| Gomphillus morchelloides | Lücking & Sérus.             | 2005           |
| Gomphillus ophiosporus   | Kalb & Vězda                 | 1988           |
| Gomphillus pedersenii    | L.I. Ferraro & Lücking       | 2005           |